# Тор (мифология)
Тор (др.-сканд. Þōrr, Þunarr, др.-англ. Þunor, Þūr, др.-сакс. Þunær, др.-нидерл. и др.-в.-нем. Donar, прагерм. *Þunaraz, дословно — «гром») — в германо-скандинавской мифологии один из асов, бог грома и молний, защищающий богов и людей от великанов и чудовищ. «Триждырождённый» старший сын Одина и богини земли Ёрд (либо Хлодюн, либо Фьёргюн). В области распространения германских языков Тору посвящён день недели — четверг (англ. Thursday, нем. Donnerstag). Образ восходит к протоиндоевропейскому божеству грома; таким образом, близок таким богам индоевропейских народов, как Индра, Таранис, Перкунас, Перун, Зевс и т. д.

## Этимология
Древнеисландское слово Þorr произошло от прагерманского *thunaraz — «гром». От него же пошли нем. Donner, дат. donder и др.-англ. Þunor, превратившиеся путём эпентезы в англ. thunder. швед. tordön, дат. donder и норв. torden содержат суффикс -dön/-den, означающий «грохот» или «гул». В скандинавских языках так же есть слово dunder, заимствованное из средненижненемецкого.
Оба слова («Тор» и «гром») связаны с кельтским taranis (ирл. tarann) — «гром» и «бог Таранис».
Римские источники отождествляли Донара с Юпитером, но чаще с Геркулесом (например, Тацит в своей «Германии»), вероятно, из-за сходства между молотом Тора и дубинкой Геркулеса.

## Характеристика
В скандинавской мифологии бог грома и дождя, бурь и плодородия, второй по значению после Одина. Рыжебородый богатырь обладал могучей силой, которой он любил мериться со всеми, и невероятным аппетитом — за один присест съедал быка. Тор — защитник людей (живут в Мидгарде) и богов (живут в Асгарде) от великанов-йотунов и чудовищ.

### Семья
Согласно и Старшей, и Младшей Эдде, Тор был одним из сыновей верховного бога Одина и богини земли, великанши Ёрд или Фьёргюн. Он женат на Сиф, о которой известно лишь то, что у неё были золотые волосы, которые она получила взамен отрезанных богом Локи.
От своей хозяйки, великанши Ярнсаксы (др.-сканд. Járnsaxa) Тор имел сына Магни. От Сиф у него была дочь Труд и сын Моди.
В прологе Младшей Эдды также сказано, что Тор имел сына от Сиф по имени Луриди (др.-сканд. Lóriði). Сын Сиф Улль был пасынком Тора. Скальдскапармаль упоминает некую Хлору (др.-сканд. Hlóra), приёмную мать Тора, которую можно соотнести с Лорей или Глорей из пролога Снорри Стурлусона.

#### Бильскирнир
Тор жил в покоях Бильскирнир в королевстве Трудхейм, вместе со своей женой Сиф и их детьми. Согласно Гримнисмаль, зал расположен в Асгарде, это самое большое здание и в нём 540 комнат, каждая из которых — жилище богов.

### Снаряжение
В волшебное снаряжение Тора входили: молот Мьёльнир, железные рукавицы (járnglófar), без которых нельзя было удержать рукоять раскалённого докрасна орудия, и Пояс Силы (megingjarðar).
С раскалённым молотом и поясом силы Тор был практически непобедим. Правда, в мифах он не в силах предотвратить Рагнарёк, день гибели богов, но сможет избавить мир от мирового змея Ёрмунганда ценой своей жизни.

#### Колесница

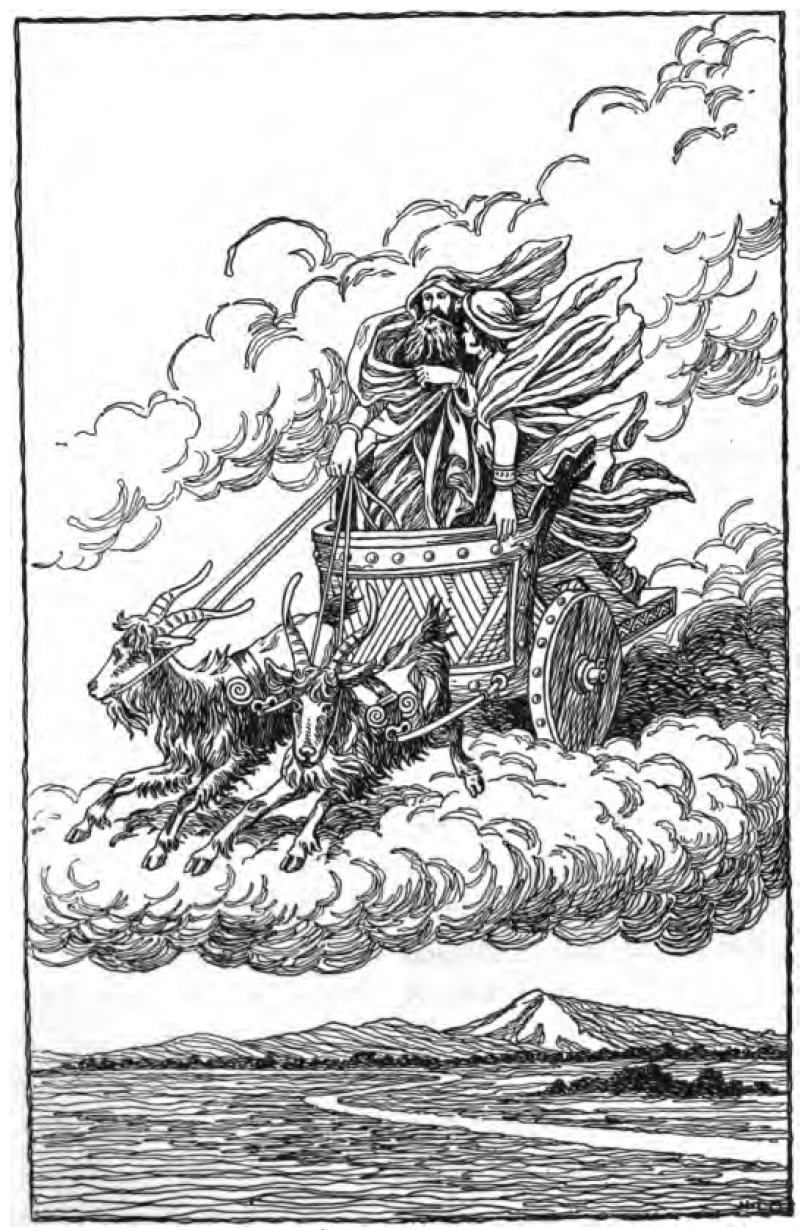

Его огромную бронзовую колесницу тащили по небу два козла, которых звали Тангниостр (др.-сканд. Tanngnjóstr, «скрежещущий зубами») и Тангриснир (др.-сканд. Tanngrisnir, «скрипящий зубами»). Согласно Младшей Эдде, если Тор проголодался, он мог зажарить козлов себе на угощение. Чтобы продолжить путь, всё что нужно было сделать Тору так это благословить останки козлов своим молотом Мьёльниром, и они сразу же воскресали в целости и сохранности, при условии, что их кости были не тронуты. Когда Тор остался на ночлег у Тьяльфи и его сестры Рёсквы, те нарушили запрет и вместе с мясом стали грызть кости, после чего один из козлов охромел. В виде выкупа Тьяльфи и Рёсква стали слугами Тора.
Скальдическая песнь «Хаустлёнг» (др.-сканд. Haustlöng) указывает, что земля обугливалась и горы раскалывались, когда Тор ехал на своей колеснице.

#### Мьёльнир
Название боевого молота Тора, Мьёльнир, могло некогда означать слово «молния».
Железный молот Мьёльнир, выкованный для бога братьями-карликами — цвергами, символ созидательных и разрушительных сил, источник плодородия и удачи, имел массивный боёк, короткую ручку и всегда попадал в цель, при этом возвращался к владельцу, как бумеранг.
Мьёльнир служил богам и людям защитой от великанов и обладал многими волшебными свойствами. Все мифы с участием Тора свидетельствуют о неограниченных разрушительных возможностях его молота; подобно индийскому богу грома и молнии Индре, или же славянскому Перуну, Тор был сокрушителем зла, которое в скандинавской мифологии олицетворяли великаны-ётуны. Они стремились похитить молот либо добиться того, чтобы Тор прибыл в их страну без него и без пояса силы.

### Сопровождающие
Тора часто сопровождал самый хитрый из Асов Локи. Вместе они испытали множество приключений, причём Тор не мог отрицать, что в некоторых случаях изворотливость и ловкость Локи заставляли великанов быть настороже. Иногда к ним присоединялись слуга и посланник Тора Тьяльфи и его сестра Рёсква.

## Мифы о Торе
Большинство мифов повествуют о борьбе Тора с великанами-ётунами и его походах в их страну Ётунхейм.
Великан Трим похитил у Тора его молот Мьёльнир, Тор отправился за ним в Ётунхейм в сопровождении Локи. Переодевшись в одежду богини Фрейи, Тор обманывает Трима и убивает его молотом.
В Младшей Эдде рассказывается, как великан Гейррёд потребовал от пойманного им Локи, чтобы тот привёл к нему Тора без молота Мьёльнира и без пояса силы. Тор перебирается через реку Вимур, ухватившись в последний момент за рябиновый куст. С помощью волшебного посоха он удерживается на чудесной скамье и давит ею дочерей великана. После чего он железными рукавицами ловит брошенный в него раскалённый брусок железа и убивает Гейррёда.
В Старшей Эдде рассказывается, что Тор для пира богов добыл котёл для варки пива у великана Хюмира.
В последний день перед концом мира (Рагнарёк) Тор сражается с мировым змеем Ёрмунгандом, порождением Локи. Тор снёс уродливую голову чудовища и, отойдя от него всего на девять шагов, утонул в потоке яда, изрыгавшегося из разверстой пасти мёртвой твари. Молот Тора поднял его сын, Магни, который продолжил борьбу за своего отца.

## Тор в науке
- 90-й элемент таблицы Менделеева, торий, открытый Йёнсом Берцелиусом (1779—1848), получил своё название в честь Тора. Минерал, в котором был обнаружен торий, получил название торит.
- В честь Тора назван астероид (299) Тора, открытый в 1890 году.

## Образ Тора в современной культуре
Образ Тора очень популярен в современной культуре.
Тор является суперзлодеем в DC Comics и одним из главных супергероев Marvel Comics, известным как Могучий Тор. Тор появлялся во многих частях серии Megami Tensei.
Тор появляется в Record of Ragnarok, Shingeki no Bahamut: Genesis, Smite, Kamigami no Asobi, Assassin’s Creed Valhalla, God of War и God of War: Ragnarök.